# Chuck Wood
Chuck Wood (né le 17 janvier 1932 à Port Dover, dans la province de l'Ontario au Canada) est un joueur professionnel canadien de hockey sur glace.

## Carrière en club
En 1952, il commence sa carrière avec les Mercurys de Toledo dans la Ligue internationale de hockey.

## Statistiques
| Saison    | Équipe                    | Ligue |    | Saison régulière | Saison régulière | Saison régulière | Saison régulière | Saison régulière |   | Séries éliminatoires | Séries éliminatoires | Séries éliminatoires | Séries éliminatoires | Séries éliminatoires |
| Saison    | Équipe                    | Ligue | PJ | B                | A                | Pts              | Pun              | PJ               | B | A                    | Pts                  | Pun                  |                      |                      |
| 1951-1952 | Flyers de Barrie          | OHA   | 53 | 19               | 32               | 51               | 0                | -                | - | -                    | -                    | -                    |                      |                      |
| 1952-1953 | Mercurys de Toledo        | LIH   | 59 | 22               | 18               | 40               | 71               | -                | - | -                    | -                    | -                    |                      |                      |
| 1953-1954 | Mercurys de Toledo        | LIH   | 64 | 15               | 23               | 38               | 48               | -                | - | -                    | -                    | -                    |                      |                      |
| 1954-1955 | Mercurys de Toledo        | LIH   | 60 | 18               | 19               | 37               | 66               | -                | - | -                    | -                    | -                    |                      |                      |
| 1955-1956 | Mercurys de Toledo-Marion | LIH   | 18 | 9                | 7                | 16               | 10               | -                | - | -                    | -                    | -                    |                      |                      |